# بنیاد شیرین عبادی
بنیاد شیرین عبادی بنیاد مستقل حقوقی در شهر پنسیلوانیا است که به همت شیرین عبادی، برنده جایزه نوبلمشهور ایرانی صلح و دوستی تأسیس شده‌است.
این بنیاد به همت شیرین عبادی و تنی چند از دوستان و دوست‌داران ه در خرداد ۲۰۱۹ شکل گرفت. برگزاری سمینارها و کلاس‌های آموزش حقوق بشر از جمله مهم‌ترین فعالیت‌های این بنیاد محسوب می‌شود.

## کارهای فرهنگی و حقوقی
- تدوین و ترجمه کتاب حقوق متهم به پنج زبان قومیت‌های ایران.

## همکاران و مشاوران بنیاد
- شیرین عبادی ریاست بنیاد
- مهدی ایرانی مدیر اجرایی بنیاد
- کمال سلمان عنزی مترجم ويراستار عرب ايرانى بخش عربی بنیاد

## منبع
- وب‌گاه رسمی بنیاد شیرین عبادی